# Mània de Frígia
Mània (en llatí Mania, en grec antic Μανία) fou una dona frígia, casada amb Zenis, un grec de Dardània i sàtrapa (sota Farnabazos II, i més probablement un tirà) d'un districte de la Frígia Hel·lespòntica.
A la mort de Zenis, Mània va aconseguir de Farnabazos II el permís per retenir el poder a la satrapia del seu marit i va complir la seva promesa de pagar regularment el tribut i que totes les ciutats mantindrien l'obediència, i encara va afegir a aquestes ciutats les de Larisa, Hamaxitos i Colones, a la costa, que va conquerir amb l'ajut de mercenaris grecs, que tenia al seu servei com a homes lliures.
Va fer sovint regals a Farnabazos II, i l'entretenia amb festes i espectacles quan anava a la seva satrapia, i així Farnabazos li va mantenir el seu favor. També l'assessorava amb opinions i l'ajudava amb armes i soldats. Va ser assassinada pel seu gendre, Mídies, abans de l'arribada de Dercil·lides a Àsia el 399 aC, segons diu Xenofont.